# Hildebrando de Hemptinne

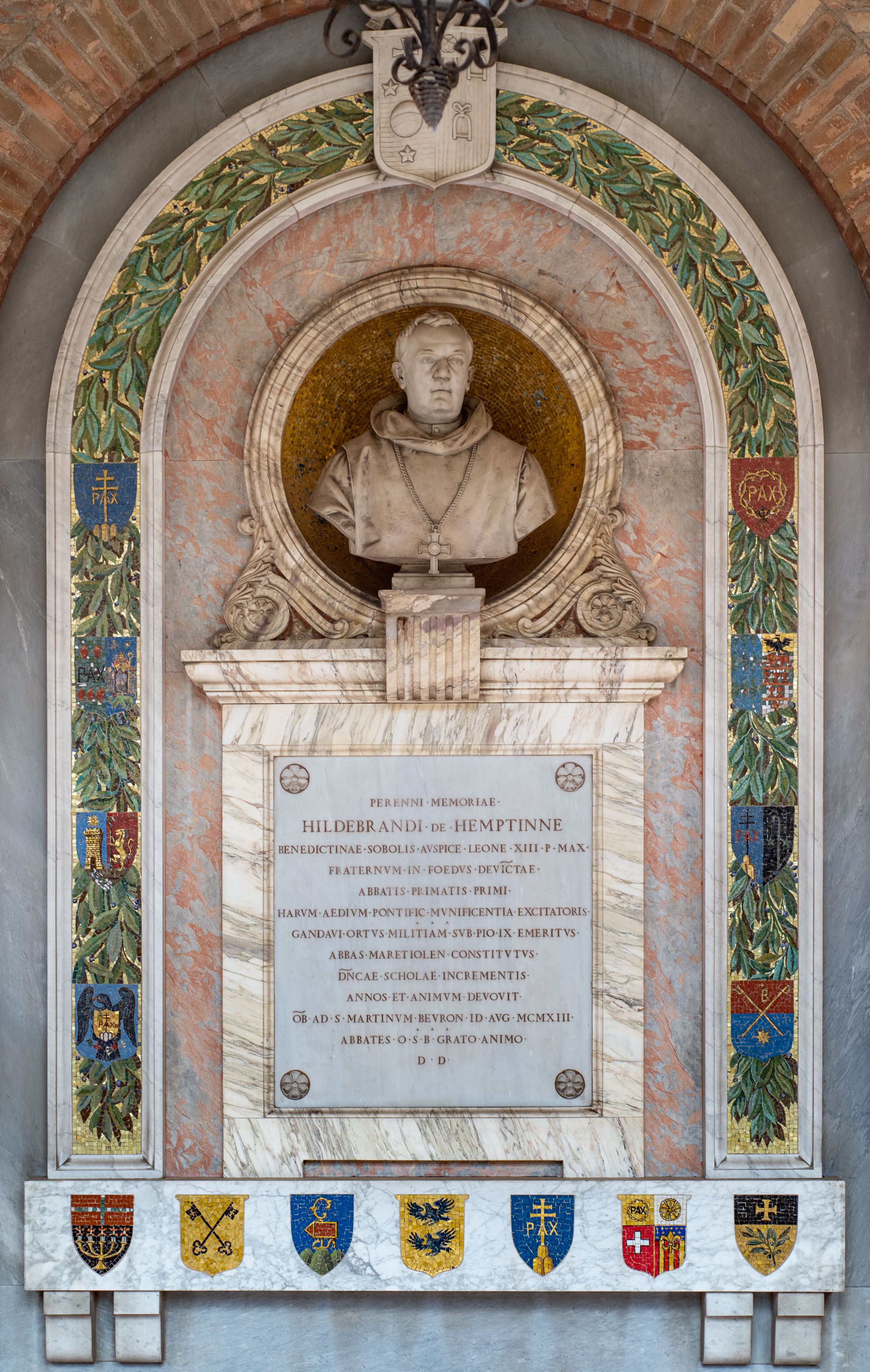
Monumento en honor del abad en el colegio de San Anselmo de Roma

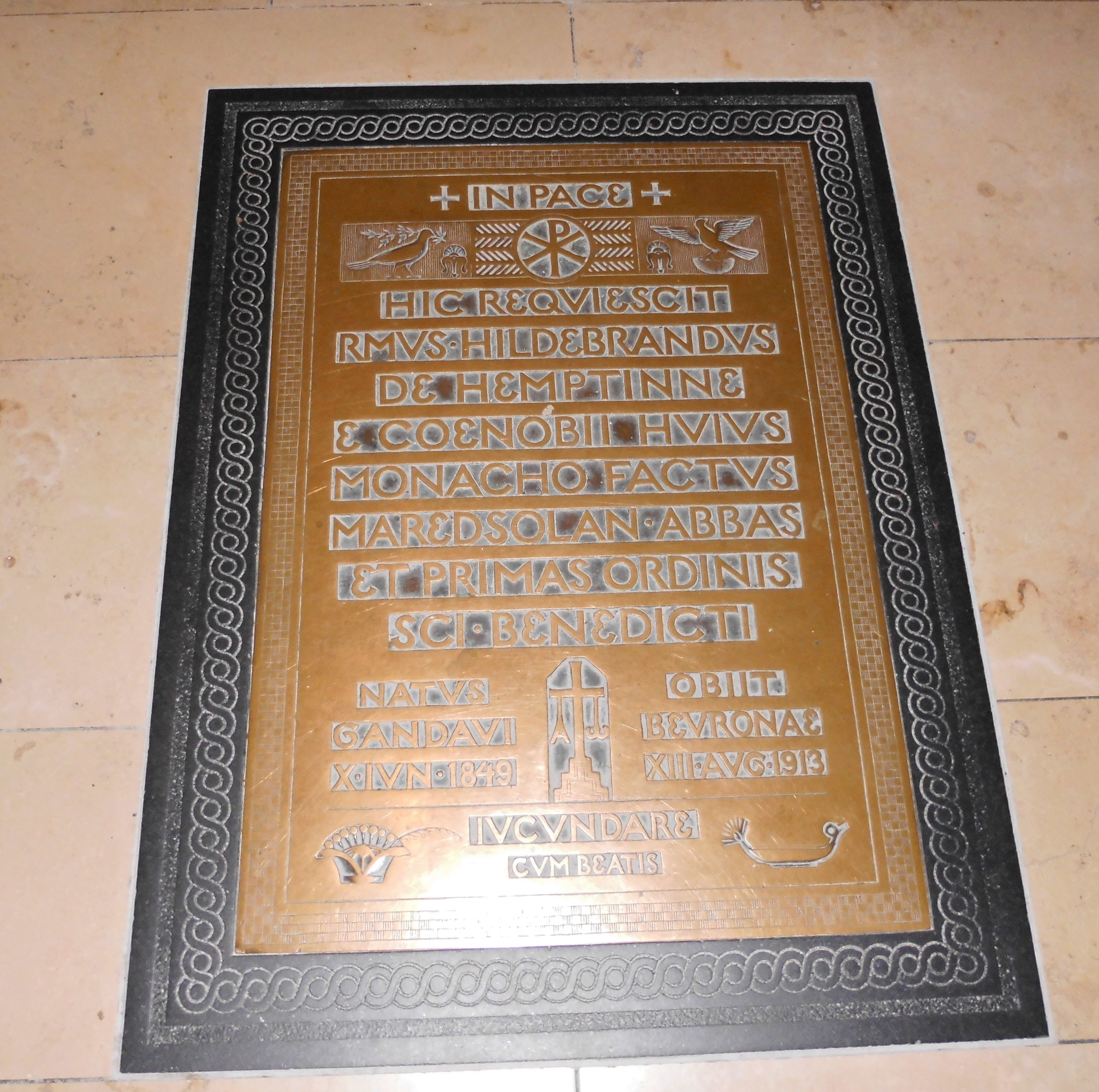
Su tumba en la abadía de Beuron

Hildebrando de Hemptinne (Hildebrand de Hemptinne) (10 de junio de 1849 - 13 de agosto de 1913) fue un monje benedictino belga de la archiabadía de Beuron, segundo abad de la abadía de Maredsous y primer abad primado de la Orden de San Benito y de la Confederación Benedictina.

## Biografía
Félix de Hemptinne nació en Gante (Bélgica) el 10 de junio de 1849. Era el segundo de los siete hijos de Joseph de Hemptinne y Pauline Gonthijn. Sus padres eran católicos muy devotos y su padre, un rico industrial de ideas ultramontanas. Félix había oído la llamada del Papa Pío IX a defender los Estados Pontificios, pero era demasiado joven para unirse a la causa. A los 16 años obtuvo finalmente el permiso de su padre para alistarse en la miliacia zuava papal, donde sirvió hasta que sintió la vocación a la vida monástica.
El 3 de febrero de 1869 Félix ingresó en la archiabadía de Beuron (Alemania), profesó el 15 de agosto de 1870 y recibió el nombre de «Hildebrando». Se sintió atraído por este monasterio recién fundado, dirigido por el arzobispo Maurus Wolter, con la esperanza de restablecer algún día una presencia monástica en su país natal, Bélgica. El 11 de junio de 1872 fue ordenado sacerdote católico romano. El 15 de octubre de ese mismo año regresaría a su país natal como miembro fundador de una nueva fundación que más tarde se convertiría en la abadía de Maredsous. Al año siguiente regresó a Beuron, donde comenzó a ejercer de maestro de novicios. Debido a la Kulturkampf, huiría a Austria y más tarde a Inglaterra, donde fue nombrado prior en 1876 de una nueva comunidad monástica en Erdington. En 1881 regresó a la abadía de Maredsous, donde fue prior bajo el abad Placidus Wolter. De 1886 a 1890 fue secretario del archabad Maurus Wolter en la abadía de Beuron. A la muerte del arzobispo Maurus en 1890, el abad Placidus de Maredsous fue elegido nuevo arzobispo de la abadía de Bueron. El 10 de agosto de 1890, Hildebrando fue elegido segundo abad de la abadía de Maredsous en sucesión de Placidus, que había sucedido a Maurus. Recibió la bendición abacial en la abadía de Montecassino el 5 de octubre de 1890, siendo el prelado oficiante el cardenal San Felice, O.S.B., arzobispo de Nápoles
.
Hemptinne no sólo se puso al servicio de su propia abadía, sino que también completó una nueva residencia para monjas cerca de su monasterio, envió monjes a establecer fundaciones en Brasil y fundó una casa de estudios para que los monjes asistieran a la Universidad Católica de Lovaina. Ya había impresionado al Papa León XIII cuando le visitó tras la anterior bendición abacial en 1890. El Papa pide entonces a Hemptinne que elabore los planos de un nuevo complejo para albergar el Colegio de San Anselmo. Sus planes fueron aceptados y la colocación de la primera piedra en la colina del Aventino, en Roma, el 19 de abril de 1893, vería también la reunión de abades de todo el mundo. Tras esta ocasión, el Papa hizo saber mediante un breve (Summum Semper) el 12 de julio de 1893 que formaría una nueva Confederación Benedictina y que el abad Hildebrand de Hemptinne sería su elección como primer abad primado. Hemptinne fue elegido en 1893 y su complejo, ahora conocido como Sant'Anselmo all'Aventino, se terminó en 1900. Este complejo albergaba el Colegio, la Iglesia y el Pontificio Ateneo San Anselmo, además de la sede curial de la Confederación Benedictina, donde el Abad Primado residiría y supervisaría todo.
Siguió ejerciendo como Abad Primado y Abad de Maredsous durante dieciséis años. En 1909 dimitió de su cargo en Bélgica para centrarse en su papel global, viajando a Estados Unidos en 1910 y visitando 42 monasterios allí. En 1912, tras sufrir una apoplejía, presentó su dimisión por motivos de salud, pero el Papa Pío X le mantuvo en su cargo y nombró un coadjutor para aligerar su trabajo. El monje elegido fue el abad Fidelis von Stotzingen, de la abadía de Maria Laach. Hemptinne murió en la archiabadía de Beuron el 13 de agosto de 1913 y fue enterrado en la iglesia abacial.